# U 9 Weddigen
U 9 Weddigen ist ein deutsches Stummfilm-Kriegsdrama aus dem Jahre 1927 von Heinz Paul über den deutschen U-Bootkrieg im Ersten Weltkrieg. Carl de Vogt als U 9-Kaleu Otto Weddigen sowie Ernst Hofmann und Gerd Briese als Brüder spielen die Hauptrollen.

## Handlung
Gerhard und Fritz von Dietrichsen sind zwei Brüder und dienen beide in der deutschen Kriegsmarine. Als 1914 England zum Feind der Deutschen wird, wird Fritz Wachoffizier auf der U 9 von U-Boot-Kapitän Otto Weddigen während Gerhard als Erster Offizier einem Torpedoboot zugeteilt wird. Mit der Versenkung dreier großer britischer Schlachtkreuzer, der Cressy, der Hogue und der Aboukir, kann die U 9 rasch erste große Erfolge gegen die Briten erringen. Gerhard darf für kurze Zeit einen Sonderurlaub nehmen und kehrt nach Berlin heim. Dort will er bei seiner Cousine Hilde, der Tochter seines Onkels, bei dem er einst aufgewachsen ist, um deren Hand anhalten. Doch er erlebt eine böse Überraschung. Hilde hat bereits noch vor Kriegsausbruch dem Antrag von Percy nachgegeben, Gerhards englischen Stiefbruder aus der zweiten Ehe seiner Mutter. Kurze Zeit darauf wird Fritz von der U 9 zur U 31 abkommandiert, das in dem Gefecht auf der Doggerbank zusammen mit anderen deutschen Schiffen vernichtend geschlagen wird.
Gerhard, der inzwischen gleichfalls zu einem Schiff zurückbeordert wurde, kann mit Gerhard Kontakt aufnehmen und zwar mittels einer auf der Meeresoberfläche schwimmenden Telefonboje. Gerhard hört die letzten Worte des sterbenden Bruders, dann reißt der Kontakt ab. In der Zwischenzeit hat Hilde die Verlobung mit Percy, dem zum deutschen Erbfeind gewordenen Engländer, gelöst und leistet ihren vaterländischen Dienst als Krankenschwester ab. Percy kämpft auf englischer Seite und wird verwundet. Großherzig versorgt ihn seine ehemalige Verlobte, die Krankenschwester Hilde. Als Kapitän Weddigen mit einem neuen Auftrag auf der U 29 betraut wird, meldet sich Gerhard sofort als sein Wachoffizier. Diesmal hat der große U-Boot-Held des Ersten Weltkriegs weniger Glück: Ein feindlicher Panzerkreuzer rammt im März 1915 vor Helgoland sein Tauchboot, und Weddigen versinkt mit der Crew auf den Meeresgrund. Heroisch schreitet der Kaleu ein letztes Mal sein Boot ab. Er und seine Männer sind mit ihren letzten Gedanken daheim bei ihren Familien.

## Produktionsnotizen
U 9 Weddigen, Untertitel: Ein Heldenschicksal aus vergangenen Tagen, entstand im März und April 1927 in den Jofa-Ateliers, passierte die Filmzensur am 5. Mai 1927 und wurde noch am selben Tag uraufgeführt. Aufgrund seiner stark patriotischen und nationalistischen Gesinnung wurde der Film für die Jugend freigegeben. Der Film maß eine Länge von 2448 Metern, verteilt auf sechs Akte. Der Film erhielt das Prädikat „volksbildend“.
Karl Machus entwarf die Filmbauten, Franz Schroedter die Schiffsmodelle. Hermann Grund übernahm die Aufnahmeleitung.
Die fachliche Beratung leistete Kapitänleutnant a. D. Hermann Rohne, der während des Krieges das Boot SM UC 20 im Mittelmeer kommandiert hatte.